# Клосовский, Роман
Роман Клосовский (пол. Roman Kłosowski; 14 февраля 1929, Бяла-Подляска, Польша — 11 июня 2018) — популярный польский актёр театра, кино и телевидения.

## Биография
Выпускник варшавской Театральной академии (актерский факультет в 1953 году, режиссёрский — в 1965).
В 1953 году дебютировал на театральной сцене Щецина и в кино. С 1955 артист Драматического театра Варшавы, с 1961 по 1974 — Народного театра Варшавы.
С 1976 по 1981 — директор и художественный руководитель Всеобщего театра в Лодзи, затем до 1991 работал в коллективе столичного Театра «Сирена».
Умер 11 июня 2018 года в Лодзи. Похоронен в колумбарий Военном кладбище в Повонзках в Варшаве.

## В театре
В. Клосовский — хара́ктерный актёр. Создал на театральной сцене много запоминающихся драматических и комедийных ролей.

## В кино
Сыграл более 30 киноролей. Наибольшую популярность принесла В. Клосовскому роль Малиняка в польском телесериале «Сорокалетний».

## Избранная фильмография
- 1953 — Целлюлоза — доносчик
- 1956 — Человек на рельсах — Марек Новак
- 1957 — Ева хочет спать — Люлек, бандит
- 1957 — Шляпа пана Анатоля —  бандит
- 1958 — Эроика — поручик Шпаковский
- 1958 — База мёртвых людей — Орсачек
- 1960 — Косоглазое счастье — торгуется с Пищиком в ресторане
- 1960 — Счастливчик Антони — стражник смотрящий танк
- 1962 — Гангстеры и филантропы — извозчик
- 1964 — Итальянец в Варшаве — водитель рикши
- 1967 — Невероятные приключения Марека Пегуса — удильщик, коллега пана Пегуса, отца Марека
- 1969 — Девичий заговор — кассир Максимилиан Конечко
- 1970 — Гидрозагадка — махараджа Кабура
- 1970 — Четыре танкиста и собака — сержант подхорунжий Стасько
- 1974—1977 — Сорокалетний — Малиняк
- 1976 — Я — мотылёк, или Роман сорокалетнего — Малиняк
- 1981 — Большой пикник — Владислав Конопас, владелец украденного миллиона
- 1984 — Хозяин на Жулавах — Витольд Грабовский, учитель, гминный секретарь партии
- 1990 — Торговец — торговец Эдвард Хрусьцик

## Награды
- Командор ордена Возрождения Польши (1978)
- Кавалерский крест ордена Возрождения Польши (1970)
- Медаль 40-летия Народной Польши (1985)
- Юбилейная медаль 1000-летия польского государства (1967)
- Золотая почетная юбилейная медаль общества Полония (1987)
- Золотая почетная медаль города Лодзи (1979)
- Серебряная медаль «За заслуги в культуре Gloria Artis» (2013)